# Bomarea vargasii
Bomarea vargasii là một loài thực vật có hoa trong họ Alstroemeriaceae. Loài này được Hofreiter mô tả khoa học đầu tiên năm 2003.